# Jonathan Bähre
Eric Jonathan Sidney Bähre (* 12. September 1996 in Wiesbaden) ist ein US-amerikanisch-deutscher Basketballspieler.

## Werdegang
Bähre spielte als Jugendlicher für den BC Wiesbaden und Eintracht Frankfurt, in der Saison 2014/15 bestritt er im Herrenbereich fünf Oberliga-Spiele für Wiesbaden und ein Spiel in der 2. Bundesliga ProB für die zweite Mannschaft der Skyliners Frankfurt.
Im Jahre 2015 ging er in den US-Bundesstaat Georgia und besuchte dort die Wilkinson County High School. Ab 2016 studierte er an der University of North Carolina at Asheville und gehörte der Basketballmannschaft der Hochschule an. Im Anschluss an die Saison 2017/18, in der Bähre pro Begegnung 7,4 Punkte, 4,6 Rebounds und 1,8 Blocks erzielte, verließ er die Hochschule und ging an die Clemson University. Gemäß der Wechselbestimmungen der NCAA nahm er in der Saison 2018/19 nicht am Wettkampfbetrieb teil. Im Mai 2019 erlitt er einen Kreuzbandriss, Ende Januar 2020 verletzte er sich wieder am Kreuzband und musste operiert werden. Bähre bestritt aufgrund der Verletzungen in der Saison 2019/20 nur zwei Spiele. In der Saison 2020/21 kam er in 23 Einsätzen auf Mittelwerte von 4,4 Punkte und 3,2 Rebounds.
Im Juli 2021 wurde er vom Bundesligisten MHP Riesen Ludwigsburg verpflichtet. In der Saison 2021/22 erreichte er mit Ludwigsburg im europäischen Vereinswettbewerb Champions League das Halbfinale und gewann im anschließenden Spiel um den dritten Platz die Bronzemedaille. In der deutschen Meisterschaft stand er mit der Mannschaft 2022 und 2023 ebenfalls in der Runde der besten Vier. Nach 139 Pflichtspieleinsätzen in drei Jahren, davon 98 in der Bundesliga, verließ Bähre Ludwigsburg im Sommer 2024 und wechselte innerhalb der Bundesliga zu den Telekom Baskets Bonn.